# Gil Marques
Gilbert José Marques Oliveira Júnior, meglio noto come Gil Marques (Niterói, 11 febbraio 1968), è un allenatore di calcio a 5 ed ex giocatore di calcio a 5 brasiliano naturalizzato portoghese.

## Carriera

### Giocatore
Formato come ultimo, durante la carriera è stato utilizzato frequentemente come laterale per sfruttarne la spicata capacità realizzativa. Dopo gli esordi in patria, nella stagione 1994-95 si trasferisce nel campionato portoghese dove gioca con Gerês, Miramar, FJ Antunes e Boavista vincendo alcuni titoli nazionali e Coppe di Portogallo. Nel 2000 e nel 2001 viene premiato come miglior ultimo della Primeira Divisão. Nella stagione 1997-98 gioca nella División de Honor spagnola venendo inclusoo nella Top 10 dei migliori giocatori. In possesso della doppia cittadinanza, viene convocato nella nazionale portoghese con cui prende parte al campionato europeo 1999.

### Allenatore
Conclusa la carriera da giocatore nel Boavista, nel novembre del 2004 viene nominato direttore tecnico del Miracolo Piceno nella Serie A2 italiana. Nelle due stagioni successive siede sulla panchina di Verona e Sport Five Putignano nella medesima categoria quindi fa ritorno in Portogallo per guidare Boticas (2007-08) e FJ Antunes, che qualifica alla semifinale scudetto del campionato 2008-09. Il giugno seguente si accorda con il Regalbuto con un biennale, facendo ritorno nella Serie A2 italiana. Nella stagione 2010-11 guida i siciliani a una duplice qualificazione alla Coppa Italia di categoria e ai play-off promozione, uscendo tuttavia in entrambe le competizioni nei quarti di finale. La stagione seguente si ripete con il PesaroFano, vincendo inoltre lo scudetto con la formazione Under-21. Dopo alcuni mesi senza squadra, nel gennaio 2013 viene nominato allenatore del Lecco in sostituzione dell'esonerato Massimiliano Quatti con cui conquista tre salvezze consecutive in Serie A2.

## Palmarès

### Allenatore
- Campionato italiano Under-21: 1
  - PesaroFano: 2011-12